# Bela Vista do Paraíso
Bela Vista do Paraíso ist ein brasilianisches Munizip im Norden des Bundesstaats Paraná. Es hat 14.833 Einwohner (2022), die sich Bela-Vistenser nennen. Seine Fläche beträgt 243 km². Es liegt 629 Meter über dem Meeresspiegel. Die Gemeinde ist Teil der Metropolregion Londrina.

## Etymologie
Der Name stammt aus der Gründungszeit. Die Siedlung wurde Bela Vista genannt. Zu Ehren eines der Gründer wurde als Zusatz der Name seiner Fazenda Paraíso hinzugefügt.

## Geschichte

### Besiedlung
Die Besiedlung des Ortes begann im Jahr 1939. Der Anbau von Kaffee führte zu einem raschen Wachstum.

### Erhebung zum Munizip
Bela Vista do Paraíso wurde durch das Staatsgesetz Nr. 2 vom 10. Oktober 1947 aus Sertanópolis ausgegliedert und in den Rang eines Munizips erhoben. Es wurde am 10. Oktober 1947 als Munizip installiert.

## Geografie

### Fläche und Lage
Bela Vista do Paraíso liegt auf dem Terceiro Planalto Paranaense (der Dritten oder Guarapuava-Hochebene von Paraná). Seine Fläche beträgt 243 km². Es liegt auf einer Höhe von 629 Metern.

### Vegetation
Das Biom von Bela Vista do Paraíso ist Mata Atlântica.

### Klima
In Bela Vista do Paraíso herrscht warmes, gemäßigtes Klima. Es fällt eine erhebliche Menge an Niederschlägen (1559 mm pro Jahr). Selbst im trockensten Monat fällt eine Menge Regen. Die Klimaklassifikation nach Köppen und Geiger lautet Cfa. Im Jahresdurchschnitt liegt die Temperatur bei 22,1 °C.

### Gewässer
Bela Vista do Paraíso liegt im Einzugsgebiet des Paranapanema. Dessen rechter Nebenfluss Riberão Vermelho bildet die westliche Grenze des Munizips.

### Straßen
Bela Vista do Paraíso liegt an der PR-090 von Ibiporã bei Londrina nach Alvorada do Sul am Paranapanema. Über die PR-445 kommt man im Südwesten nach Cambé.

### Nachbarmunizipien
|                | Alvorada do Sul                             | Primeiro de Maio |
| Prado Ferreira | Kompassrose, die auf Nachbargemeinden zeigt | Sertanópolis     |
| Cambé          |                                             |                  |

## Stadtverwaltung
Bürgermeister: Fabrício Pastore, DEM (2021–2024)

## Demografie

### Bevölkerungsentwicklung
| Jahr | Einwohner | Stadt | Land |
| ---- | --------- | ----- | ---- |
| 1950 | 23.953    | 16 %  | 84 % |
| 1960 | 17.372    | 47 %  | 53 % |
| 1970 | 18.097    | 51 %  | 49 % |
| 1980 | 15.003    | 75 %  | 25 % |
| 1991 | 15.098    | 87 %  | 13 % |
| 2000 | 15.031    | 92 %  | 8 %  |
| 2010 | 15.079    | 94 %  | 6 %  |
| 2022 | 14.833    |       |      |

Quelle: IBGE (2011) und Volkszählung 2022

### Ethnische Zusammensetzung
| Gruppe * | 1991    | 2000    | 2010    | wer sich als …                                                                   |
| --- | ------- | ------- | ------- | -------------------------------------------------------------------------------- |
| Weiße | 73,4 %  | 68,5 %  | 62,5 %  | weiß bezeichnet                                                                  |
| Schwarze | 2,8 %   | 4,8 %   | 3,6 %   | schwarz bezeichnet                                                               |
| Gelbe | 0,5 %   | 0,3 %   | 0,6 %   | von fernöstlicher Herkunft wie japanisch, chinesisch, koreanisch etc. bezeichnet |
| Braune | 23,2 %  | 26,2 %  | 33,4 %  | braun oder als Mischung aus mehreren Gruppen bezeichnet                          |
| Indigene | 0,1 %   | 0,1 %   | 0,0 %   | Ureinwohner oder Indio bezeichnet                                                |
| ohne Angabe | 0,0 %   | 0,1 %   | 0,0 %   |                                                                                  |
| Gesamt | 100,0 % | 100,0 % | 100,0 % |                                                                                  |
| *) Das IBGE verwendet für Volkszählungen ausschließlich diese fünf Gruppen. Es verzichtet bewusst auf Erläuterungen. Die Zugehörigkeit wird vom Einwohner selbst festgelegt. |         |         |         |                                                                                  |

Quelle: IBGE (Stand: 1991, 2000 und 2010)